# Acalypha polystachya
Acalypha polystachya är en törelväxtart som beskrevs av Nikolaus Joseph von Jacquin. Acalypha polystachya ingår i släktet akalyfor, och familjen törelväxter. Inga underarter finns listade i Catalogue of Life.